# Посттрансляционная модификация

Диаграмма генетического кода, показывающая места возможной посттрансляционной модификации аминокислот

Посттрансляционная модификация — это ковалентная химическая модификация белка после его синтеза на рибосоме. Для многих белков посттрансляционная модификация оказывается завершающим этапом биосинтеза, который является частью процесса экспрессии генов. Наряду с альтернативным сплайсингом посттрансляционные модификации увеличивают разнообразие белков в клетке.
На сегодняшний день известно более двухсот вариантов посттрансляционной модификации белков, и, по всей видимости, модификациям подвергается подавляющее большинство белков, более того, один и тот же белок может подвергаться нескольким различным модификациям. Посттрансляционные модификации оказывают различные эффекты на белки: регулируют продолжительность их существования в клетке, ферментативную активность, взаимодействия с другими белками. В ряде случаев посттрансляционные модификации являются обязательным этапом созревания белка, в противном случае он оказывается функционально неактивным. Например, при созревании инсулина и некоторых других гормонов необходим ограниченный протеолиз полипептидной цепи, а при созревании белков плазматической мембраны — гликозилирование.
Посттрансляционные модификации могут быть как широко распространёнными, так и редкими, вплоть до уникальных. Так, гликозилирование является одной из наиболее часто встречающихся модификаций: считается, что около половины белков человека гликозилировано, а 1—2 % генов человека кодируют белки, связанные с гликозилированием. К редким модификациям относят тирозинирование/детирозинирование и полиглицилирование тубулина.
Исключительное значение посттрансляционных модификаций для нормального функционирования организма подтверждается тем, что существуют заболевания, в основе которых лежит нарушение системы посттрансляционной модификации белков (муколипидоз, болезнь Альцгеймера, различные виды рака). На сегодняшний день для изучения посттрансляционной модификации применяют методы масс-спектрометрии и истерн-блоттинга.

## Модификации главной цепи
Модификации главной цепи, включающие расщепление пептидной связи:
- удаление N-концевого остатка метионина,
- ограниченный протеолиз.

Присоединение небольших химических групп:
- N-ацилирование,
- N-аргинилирование,
- C-амидирование.

Присоединение гидрофобных групп для локализации в мембране:
- N-миристоилирование,
- присоединение гликозилфосфатидилинозитола (GPI).

## Модификации боковых цепей аминокислот
Присоединение или отщепление небольших химических групп:
- гликозилирование,
  - N-гликозилирование,
  - O-гликозилирование,
- гидроксилирование,
- ацетилирование,
- метилирование,
- γ-карбоксилирование,
- O-сульфонирование,
- фосфорилирование,
- йодирование,
- окисление,
- гликирование,
- образование ковалентных связей с другими аминокислотами (обычно это дисульфидные связи, но бывают и другие[5]),
- деиминирование,
- карбомоилирование,
- дезамидирование.

Присоединение гидрофобных групп для локализации в мембране:
- пренилирование — присоединение остатков изопреноидов (фарнезила и геранилгеранила),
- S-пальмитирование.

Присоединение других белков и пептидов:
- убиквитинирование —присоединение убиквитина,
- сумоилирование — присоединение белка SUMO.